# Triodia laetus
Triodia laetus (лат.) — вид чешуекрылых насекомых из семейства тонкопрядов.

## Таксономия
Таксон был впервые описан немецким энтомологом Отто Штаудингером в 1877 году, первоначально под биноминальным названием Hepialus laetus Staudinger, 1877.
Видовое название laetus можно перевести как «весёлый».

## Распространение
Известны из центральной части России и Армении. Также наблюдались местными учёными в нескольких локациях на территории Грузии.

## Описание
Мелкие бабочки. Окрашены в основном в коричневато-серой гамме.

## Биология
На стадии бабочки — афаги.